# Zawołże (region)
Zawołże (ros. Заволжье) – region w południowo-wschodniej części Rosji europejskiej. 
Zawołże stanowi część Powołża leżącą na wschód od Wołgi. Od północy ograniczają je Uwały Północne, od wschodu - góry Ural, od południa – Nizina Nadkaspijska. Region tradycyjnie dzieli się na wyżynne Wysokie Zawołże (Высокое Заволжье) na wschodzie i nizinne Niskie Zawołże (Низкое Заволжье) między Kazaniem i Kamyszynem. 
Zawołże jest pokryte lasami iglastymi, lasostepem i stepem. Klimat kontynentalny. 
Zawołże stanowi rejon wydobycia gazu ziemnego i ropy naftowej. 